# Lars Levin
Lars Levin, född 2 juni 1934 i Södertälje, är en svensk jurist som var lagman i Lindesbergs tingsrätt från 1980 till 1990 och lagman i Örebro tingsrätt från 1990 till 1998.
Levin blev juris kandidat vid Stockholms högskola 1959 och genomförde tingstjänstgöring 1959–1962 innan han var fiskal vid Svea hovrätt 1962. Han var byråchef vid JO 1971-1980, blev hovrättsråd i Sundsvall 1977 och var lagman i Lindesbergs tingsrätt 1980-1990 och i Örebro tingsrätt 1990-1998 samt tillförordnad i Hallsbergs tingsrätt 1998-2001
Levin var son till stationsmästare Carl Levin och han maka Svea, född Hallenius. Han var gift från 1959 med Kerstin, speciallärare, född Borg 1939.